# ATP Challenger Zell am Harmersbach
Das ATP Challenger Zell am Harmersbach (offiziell: Internationale Badische Meisterschaften um den Techem Cup – Zell) war ein Tennisturnier, das von 2003 bis 2004 jährlich in Zell am Harmersbach, Deutschland stattfand. Es gehörte zur ATP Challenger Tour und wurde im Freien auf Sand gespielt. Kein Spieler gewann das Turnier mehrmals.

## Liste der Sieger

### Einzel
| Jahr | Sieger           | Finalgegner        | Ergebnis       |
| ---- | ---------------- | ------------------ | -------------- |
| 2004 | Daniel Elsner    | Dieter Kindlmann   | 6:3, 6:1       |
| 2003 | Janko Tipsarević | Jan Frode Andersen | 7:61, 5:7, 6:4 |

### Doppel
| Jahr | Sieger                               | Finalgegner                      | Ergebnis      |
| ---- | ------------------------------------ | -------------------------------- | ------------- |
| 2004 | Jean-Claude Scherrer Alexander Waske | Werner Eschauer Rogier Wassen    | 4:6, 6:4, 6:3 |
| 2003 | Karsten Braasch Franz Stauder        | Jan Frode Andersen Oliver Marach | 6:3, 4:6, 6:3 |